# دروینیتسه
دروینیتسه (به چکی: Dřevěnice) یک منطقهٔ مسکونی در جمهوری چک است که در شهرستان ییچین واقع شده‌است.